# 고바야시 마오 (축구 선수)
고바야시 마오(일본어: 小林 真鷹, 1999년 7월 13일 ~ )는 일본의 축구 선수이다.

## 구단 경력
그는 2016년부터 2017년까지 J리그의 FC 도쿄에서 활동하였다.